# Maigret lässt sich Zeit
Maigret lässt sich Zeit (französisch: La Patience de Maigret) ist ein Kriminalroman des belgischen Schriftstellers Georges Simenon. Er ist der 64. Roman einer Serie von insgesamt 75 Romanen und 28 Erzählungen um den Kriminalkommissar Maigret und entstand vom 25. Februar bis 9. März 1965 in Epalinges. Der Roman wurde im November des Jahres vom Verlag Presses de la Cité veröffentlicht und in 23 Folgen vom 29. November bis 24. Dezember 1965 in der Zeitung Le Figaro vorabgedruckt. Die erste deutsche Übersetzung von Hansjürgen Wille und Barbara Klau erschien 1967 unter dem Titel Maigret hat Geduld bei Kiepenheuer & Witsch. 1982 veröffentlichte der Diogenes Verlag eine Neuübersetzung von Sibylle Powell unter dem Titel Maigret läßt sich Zeit.
Kommissar Maigret lässt sich Zeit, denn seine längste Ermittlung zu einer Serie von Raubüberfällen auf Pariser Juweliere währt bereits zwanzig Jahre. Der Mord am vermuteten Kopf hinter der Verbrecherbande gibt dem Fall neue Impulse. Neben dem kriminellen Vorleben des Toten beschäftigt Maigret auch das private Umfeld des pflegebedürftigen Mannes, der seine Wohnung ohne Hilfe nicht mehr verlassen konnte. Die Handlung schließt an den Roman Maigret verteidigt sich an.

## Inhalt

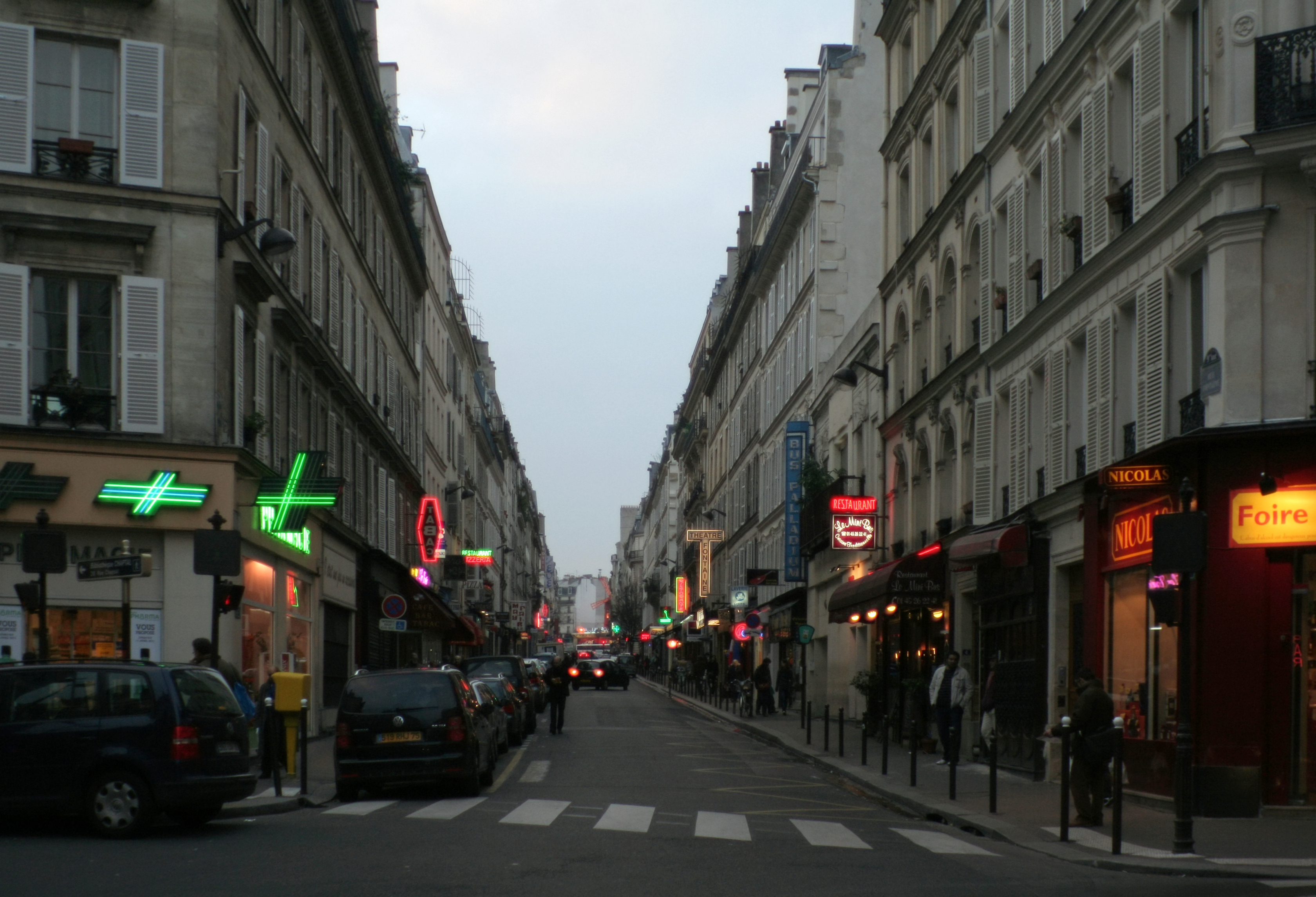
Rue Fontaine (heute Rue Pierre-Fontaine), in der das Clou Doré liegt.

Es ist ein sonniger Juli in Paris. Kommissar Maigret ist 53 Jahre alt, und nur noch zwei Jahre trennen ihn von seiner Pensionierung bei der Pariser Kriminalpolizei. Gerne würde er zuvor seine längste Ermittlung abschließen, die sich um eine bereits zwanzig Jahre andauernde Serie von Raubüberfällen auf Pariser Juweliergeschäfte dreht. Als zentrale Figur hinter den Verbrechen vermutet Maigret schon lange Manuel Palmari, ohne bislang ein handfestes Indiz für dessen Beteiligung vorweisen zu können. Maigret hegt freundschaftlichen Respekt für den inzwischen auf die Sechzig zugehenden Palmari, der in seiner Nachtbar Clou Doré einst für den Kommissar Informationen aus der Pariser Unterwelt gesammelt hat. Seit einem Attentat vor drei Jahren sitzt Palmari im Rollstuhl und lebt in seiner Wohnung vollkommen von der Außenwelt abgeschnitten. Der einzige Kontakt nach draußen ist seine fünfundzwanzigjährige Freundin Aline Bauche, die sich ihre stolze Abneigung gegen die Polizei aus ihrer Zeit als Straßenmädchen bewahrt hat.
Nun ist Palmari in seiner Wohnung erschossen worden. Aline war zur Tatzeit einkaufen, und es scheint niemand sonst das von der Polizei observierte Haus betreten zu haben. Das Verhör der Hausbewohner bleibt ergebnislos. Erst im Clou Doré führt ein Stammgast Maigret auf eine Fährte, als er einen der Mieter anruft, um vor Maigrets Untersuchungen zu warnen. Der Angerufene ist Fernand Barillard, ein Vertreter von Geschenkverpackungen, der in dieser Funktion auch bei den Pariser Juwelieren aus und ein geht. Maigret lässt sowohl ihn als auch Aline beschatten, nachdem er gegenüber beiden seinen Verdacht offen ausgesprochen hat. Er spielt auf Zeit und auf die Angst der voneinander isolierten Verdächtigen, denn ihm fehlt noch ein Glied in der Kette: ein Diamantenschleifer, der in der Lage wäre, die Diebesware zur Unkenntlichkeit umzuarbeiten.
Als daraufhin in Palmaris Haus ein weiterer Mord geschieht, fühlt sich Maigret für die Tat mitschuldig. Das Opfer ist der alte taubstumme Jef Claes alias Victor Krulak aus der Mansarde. Maigret erfährt von Mina Barillard die Lebensgeschichte der beiden: Sie waren im Zweiten Weltkrieg in Flüchtlingszügen aus Belgien nach Frankreich entkommen. Als die Flüchtlinge auf dem Bahnhof von Douai bombardiert wurden, kam es zu einem regelrechten Massaker, in dessen Verlauf sich die kleine Mina Claes, die ihre Angehörigen verloren hatte, dem unbekannten Mann anschloss. Krulak, der schwer im Gesicht verletzt wurde und taubstumm blieb, gewann durch das kleine Mädchen wieder Lebensmut. Er nahm ihren Nachnamen an und adoptierte sie nach dem Krieg. Es stellt sich heraus, dass der taubstumme Krulak der Diamantenschleifer der Räuberbande war, den Barillard aus Furcht vor seiner Aussage ermordete.
Für Maigret fallen nun alle Puzzleteile zusammen: Seit dem Anschlag, nach dem Palmari auf den Rollstuhl angewiesen blieb und in seiner Wohnung völlig isoliert lebte, hatte Aline seine Diamantengeschäfte für ihn weitergeführt. Barillards Aufgabe blieb weiterhin das Ausspähen der Juweliere nach lohnender Beute für die Überfälle. Als Aline und Barillard eine Affäre begannen, beschlossen sie, den alten Palmari aus dem Weg zu räumen. Aline steckte ihrem Geliebten Palmaris Pistole zu, und er verübte den Mord in ihrer Abwesenheit. Die Entscheidung, wer von beiden die treibende Kraft hinter dem Plan war, überlässt der Kommissar dem unerfahrenen Untersuchungsrichter Ancelin, dem er das Paar nach einer Gegenüberstellung übergibt, in der beide voller Hass aufeinander losgegangen sind. Maigret zieht vor, sich wieder dem Pariser Sommer zu widmen.

## Hintergrund

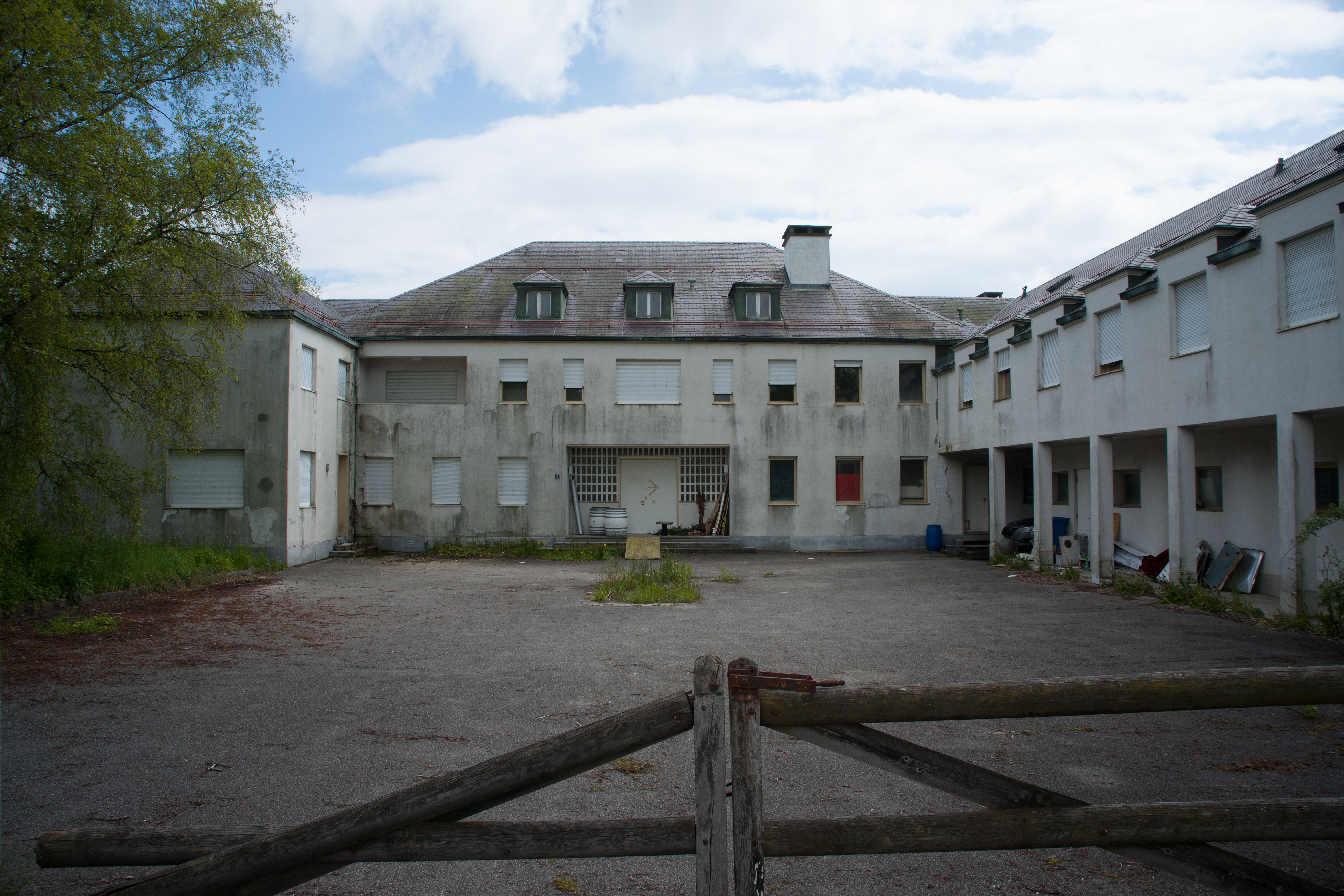
Das verlassene Maison de Simenon in Epalinges (2013; abgerissen 2016/2017)

Simenon schrieb den Roman zwischen dem 25. Februar und 9. März 1965 in seiner selbst entworfenen Villa in Epalinges. Dabei wurde seine Arbeit eine Woche lang von einer Grippe unterbrochen. Der Roman gehört zu den selten Fällen, in denen Simenon, der seine Arbeitsphasen stets detailliert im Voraus plante, ein Werk nach einer solchen Unterbrechung zu Ende führte. Zum ersten Mal in der Maigret-Reihe schließt die Handlung von Maigret lässt sich Zeit direkt an den Vorgängerroman Maigret verteidigt sich an, seit dessen Geschehnissen in der Handlungszeit lediglich eine Woche vergangen ist. Bereits dort traten Manuel Palmari und Aline Bauche auf, und das Ende des Romans lautete: „Man sollte Maigret noch oft in der Rue des Acacias sehen.“ Trotz des Rückblicks auf die Geschehnisse des Vorgängers folgt die Handlung beider Romane einem unabhängigen Spannungsbogen und lässt sich auch einzeln lesen.

## Rezeption
Der Spiegel fand 1967 in dem Sammelband von Kiepenheuer & Witsch, der zusätzlich die Romane Maigret und das Dienstmädchen und Maigret verliert eine Verehrerin enthielt, „besten Krimistoff, einen Hauch von Sex, vor allem aber ein Sortiment von Conciergen und Kleinbürgern, von Kaffee- und Rumgerüchen impressionistischer Sommertage, wie es echter kaum ein zeitgenössisches Werk der ‚Hochliteratur‘ aufbringt.“
Enttäuscht zeigte sich Tilmann Spreckelsen 42 Jahre später im Rahmen seines Maigret-Marathons von der Demontage der von ihm geschätzten Figur der Aline, die er als „plump“ empfand und in der Simenon „ein trauriges Bild“ abgebe. Zudem bemängelte er kalendarische Unstimmigkeiten zum Vorgängerroman. Auch Ulrich Schulz-Buschhaus zählte den Roman zu jenen Werken Simenons, die „so schludrig geschrieben“ seien, dass sie „selbst elementaren Forderungen handwerklich solider Schreibweise nicht zu genügen vermögen“. Dafür widme sich Simenon – ungewohnt für die Tradition des Kriminalromans – einer „ausführlichen Beschreibung eines Bistrot-Menüs“.
Ganz anders urteilte Stanley. G. Eskin, der La Patience de Maigret unter „eine Handvoll erstklassiger Romane“ aus der dritten Periode der Maigret-Serie einordnete. Die tieferliegende Struktur des Romans lag für ihn im Zusammenspiel von „Finsternis“ und „Heiterkeit“. Nach sommerlichem Beginn im Landhaus in Meung-sur-Loire kehre Maigret am Ende einer „Geschichte um Mord, Grausamkeit und Betrug“ wieder in eine „‚sonnige‘ Welt zurück“ und betrachte einen Angler am Ufer der Seine.
La Patience de Maigret wurde insgesamt fünfmal verfilmt: in den Fernsehserien mit Jan Teulings (1967), Gino Cervi (1968), Les Enquêtes du commissaire Maigret mit Jean Richard (1984), Michael Gambon (1992) und Maigret mit Bruno Cremer (1993). Im Jahr 1988 produzierte der WDR ein Hörspiel unter der Regie von Dieter Carls. Den Maigret sprach Charles Brauer.

## Ausgaben
- Georges Simenon: La Patience de Maigret. Presses de la Cité, Paris 1965 (Erstausgabe).
- Georges Simenon: Maigret hat Geduld. Maigret und das Dienstmädchen. Maigret verliert eine Verehrerin. Kiepenheuer & Witsch, Köln 1967. Übersetzung: Hansjürgen Wille, Barbara Klau.
- Georges Simenon: Maigret hat Geduld. Heyne, München 1967. Übersetzung:  Hansjürgen Wille, Barbara Klau.
- Georges Simenon: Maigret läßt sich Zeit. Diogenes, Zürich 1982. Übersetzung: Sibylle Powell.
- Georges Simenon: Maigret lässt sich Zeit. Sämtliche Maigret-Romane in 75 Bänden, Band 64. Diogenes, Zürich 2009, ISBN 978-3-257-23864-8 Übersetzung: Sibylle Powell.